# سربيشة (فريدون شهر)
سربيشة (بالفارسية: سربیشه) هي قرية تقع في قسم بيشكوة موغوئي الريفي في إيران. يقدر عدد سكانها بـ 19 نسمة بحسب إحصاء 2016.